# Europejskie telewizje publiczne
Lista telewizji publicznych w Europie¹:
- Albania: RTSH
- Andora: RTVA
- Austria: ORF
- Białoruś: BTRC
- Belgia:
  -  Walonia: RTBF
  -  Flandria: VRT
  -  Wspólnota niemieckojęzyczna: BRF
- Bośnia i Hercegowina: BHRT
  -  Federacja Bośni i Hercegowiny: RTVFBiH
  -  Republika Serbska: RTRS
- Bułgaria: BNT
- Chorwacja: HRT
- Cypr: CyBC
  -  Cypr Północny: BRTK
- Czarnogóra: RTCG
- Czechy: ČT
- Dania: DR
  -  Wyspy Owcze: Sjónvarp Føroya
- Estonia: ERR
- Finlandia: YLE
- Francja: France Télévisions
- Grecja: ERT
- Hiszpania: TVE
  -  Andaluzja: RTVA
  -  Aragonia: CARTV
  -  Asturia: RTPA
  -  Baleary: EPRTVIB
  -  Kraj Basków: EITB
  -  Estremadura: CEXMA
  -  Galicja: CRTVG
  -  Kastylia-La Mancha: RTVCM
  -  Kastylia-La Mancha: RTVCyL
  -  Katalonia: CCRTV
  -  Madryt: EPRTVM
  -  Murcja: RTRM
  -  Walencja: RTVV
  -  Wyspy Kanaryjskie: RTVC
- Holandia: Nederlandse Publieke Omroep
- Islandia: RÚV
- Irlandia: RTÉ
- Kosowo: RTK
- Łotwa: LTV
- Litwa: LRT
- Macedonia Północna: MRT
- Malta: PBS/TVM
- Mołdawia: TRM
- Niemcy: ARD, ZDF
- Norwegia: NRK
- Polska: TVP
- Portugalia: RTP
- Rumunia: TVR
- Rosja: RTR
- Serbia: RTS
- Słowacja: STVR
- Słowenia: RTVSlo
- Szwecja: SVT
- Szwajcaria: SRG SSR idée suisse
- Węgry: MTVA
- Turcja: Türkiye Radyo Televizyon Kurumu
- Wielka Brytania: BBC
- Włochy: RAI
- Ukraina: NSTU

Nieistniejące telewizje publiczne w Europie
- Czechosłowacja: Československá televize
- Jugosławia: Jugoslovenska radio-televizija
- NRD: Deutscher Fernsehfunk
- ZSRR: Centralna Telewizja ZSRR

¹ Lista ta nie uwzględnia nadawców emitujących jedynie program dla publiczności zagranicznej, nawet jeśli działają na prawach telewizji publicznej.